# 白尾西インターチェンジ
白尾西インターチェンジ（しろおにしインターチェンジ）は、石川県かほく市の月浦白尾インターチェンジ連絡道路（地域高規格道路）を構成する石川県道56号七塚宇ノ気線上にあるインターチェンジ。

## 概要
- のと里山海道の白尾IC方面出口しか設置されていないクオーターインターチェンジである。
- このインターチェンジの西には津幡方面とのと里山海道とを直結する白尾ランプ橋がある。これによって信号機のある白尾IC交差点を経ることなく結ばれているが、内灘方面とは接続されていない。このため、内灘方面へ向かう場合にはこのインターチェンジで下車する必要がある。また、津幡方面への流入は隣の白尾東IC及び白尾IC方面からの流出には、約2km東南に位置する能瀬ICを利用することになる。

## 歴史
- 2004年（平成16年）3月20日：当IC〜舟橋JCT間の供用開始によりハーフインターチェンジとして開通。
- 2005年（平成17年）2月17日：白尾ランプ橋の供用開始により白尾インターチェンジからの流入路が閉鎖されクオーターインターチェンジとなる。

## 道路
- 石川県道56号七塚宇ノ気線（月浦白尾インターチェンジ連絡道路）

## 接続する道路
- のと里山海道 白尾IC

## 周辺
- 七福神センター（廃業）
- 白尾海水浴場
- かほく市うみっこらんど七塚

## 隣
月浦白尾インターチェンジ連絡道路
白尾IC - 白尾西IC - 白尾東IC